# Rostaing de Gérone
Rostaing (Latin Rostagnus), communément appelé Rostany en catalan, fut le premier Comte de Gérone (785-801), régnant sur le plus ancien des Comtés catalans qui formèrent le Marche d'Espagne.Noble franc, il a été fait comte de Gérone a l'époque de Charlemagne. Au printemps 800, il conduisit ses chevaliers avec Louis le Pieux à participer à la campagne aboutissant au siège et chute de Barcelone, enlevant le dernier souverain arabe de la ville Sadun al Ruayni. Les sources donnent le prochain comte de Gérone commençant sa règle en 811. La date exacte de la mort de Rostaing et sa relation, le cas échéant, avec son successeur sont donc ambiguës.